# Steve Smith (muzikant)
Steve Smith (Whitman (Massachusetts), 21 augustus 1954) is een Amerikaanse drummer, die lid was van de band Journey.

## Biografie
Smith begon op 9-jarige leeftijd met drummen. In september 1978 voegde hij zich als vervanger voor de scheidende Aynsley Dunbar bij Journey. Hij was bij de band tot 1985 en werd op initiatief van zanger Steve Perry, net als bassist Ross Valory, uit de band gehaald. Daarna hield hij zich alleen nog maar bezig met zijn soloprojecten en was hij bovendien een veelgevraagd sessiedrummer. Al tijdens de periode bij Journey had hij in 1983 de formatie Vital Information geformeerd. Hij speelde in 1985 onder andere de ballade Heaven in voor het album Reckless van Bryan Adams. In 1996 speelde hij mee bij het reünie-album Trial Fire van Journey, maar verliet net als zanger Steve Perry de band Journey in mei 1998.
In 1983 formeerde hij met Tim Landers, Dave Wilczewski, Dean Brown en Mike Stern de eigen jazzrockband Steve Smith and Vital Information, waarin ook Eef Albers speelde. Om niet alleen in de categorie fusionmuzikant te worden gerangschikt, nam hij in 2002 het album Reimagined: Volume 1 - Jazz Standards op, waarop hij de John Coltrane-nummers Impressions en Countdown vertolkte en nummers uit het repertoire van Duke Ellington als Caravan en Mood Indigo en All Blues van Miles Davis. In 2005 volgde het album Flashpoint met Dave Liebman en Anthony Jackson. Samen met Fareed Haque, Kai Eckhardt, George Brooks en Zakir Hussain speelde hij in de band Summit, die ten laatste in 2010 het album Summit: Spirit and Spice afleverde. Met Brooks en R. Prasanna formeerde hij het Ragabop Trio.
Steve Smith bespeelt al meer dan dertig jaar slagwerken van de Duitse firma Sonor. Ter gelegenheid van dit jubileum was hij op een uitgebreide, wereldwijde workshoptournee, die hem ook door Duitsland voerde.
Bij het Modern Drummer Magazine kozen de lezers hem vijf keer opvolgend tot «No.1 All-Around Drummer». In 2001 werd hij door hetzelfde vakblad gekozen tot een van de «Top 25 Drummer of All Time». In 2002 koos men hem in de Modern Drummer Hall of Fame. Zijn dvd Steve Smith Drumset Technique - History of the U.S. Beat bij Hudson Music werd onderscheiden als «No.1 Educational DVD of 2003». Verdere leer-dvd's van hem zijn The Art of Playing With Brushes en Steve Smith Drum Legacy.
Sinds eind 2015 is Steve Smith weer als drummer bij Journey actief. De Rolling Stone plaatste hem in 2016 en 2019 op de 36e plaats van de 100 beste drummers in de geschiedenis van de popmuziek.

## Discografie
- 1988: Fia Fiaga (Columbia / SONY)
- 1989: N.Y.C. (Mike Mainieri's Steps Ahead)
- 1995: Easier Said Than Done
- 1996: Vitalive! (EMI Manhattan)
- 1998: Where We Come from (Intuition)
- 2000: Live Around the World Where We (2cd) (Intuition)
- 2002: Reimagined: Volume 1 - Jazz Standards (Bluejay)
- 2004: Come on in (Tone Center)
- 2005: Flashpoint
- 2008: Vitalization
- 2012: Live: One Great Night (Q-rious Music)

- Bibliothèque nationale de France: cb14033994q (data)
- Gemeinsame Normdatei: 134524748
- International Standard Name Identifier: 0000 0000 8008 3897
- Library of Congress Control Number: n92057890
- MusicBrainz: b90ab376-c0ff-42d8-88af-4892a82222dd
- Nationale Bibliotheek van Tsjechië: xx0193926
- Nederlandse Thesaurus van Auteursnamen: 123687322
- Système universitaire de documentation: 15733208X
- Virtual International Authority File: 100319833
- WorldCat: E39PBJwMBwJMcCxJfVXX4pmDbd